# Coccomyces ericae
Coccomyces ericae är en svampart som beskrevs av Dennis & Spooner 1977. Coccomyces ericae ingår i släktet Coccomyces och familjen Rhytismataceae.   Inga underarter finns listade i Catalogue of Life.